# Indisch schubdier
Het Indisch schubdier (Manis crassicaudata)  is een zoogdier uit de familie van de schubdieren (Manidae). De wetenschappelijke naam van de soort werd voor het eerst geldig gepubliceerd door É. Geoffroy in 1803.

## Voorkomen
De soort komt voor in het zuiden van Azië van delen van het in het oosten van Pakistan tot het grootste deel van India (met uitzondering van het noordoosten) ten zuiden van de Himalaya en in Bangladesh en Sri Lanka. 